# Arthur Amos Noyes

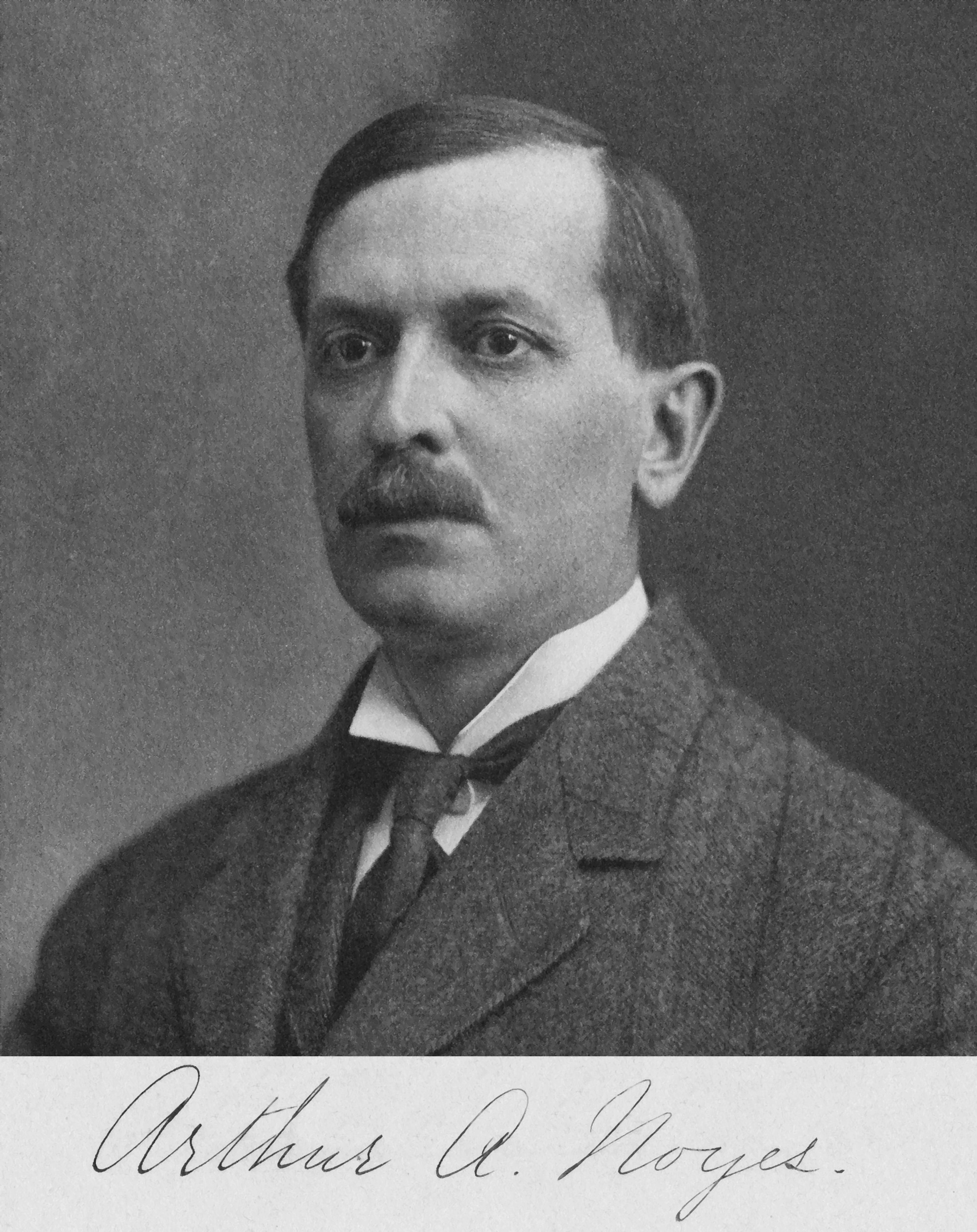
Arthur Amos Noyes

Arthur Amos Noyes (* 13. September 1866 in Newburyport, Massachusetts; † 3. Juni 1936 in Kalifornien) war ein US-amerikanischer Chemiker.

## Leben
Noyes studierte mit einem Stipendium Chemie am Massachusetts Institute of Technology (MIT) mit dem Bachelor-Abschluss 1886 und dem Master-Abschluss 1887. Danach war er Assistent in Analytischer Chemie. Er ging mit anderen MIT-Studenten zum weiteren Studium nach Deutschland und wollte sich ursprünglich in Organischer Chemie weiterbilden (mit Adolf Baeyer in München als erster Wahl – dort war aber kein Platz frei), wurde aber in Leipzig durch die Vorlesungen von Wilhelm Ostwald zur Physikalischen Chemie hingezogen. 1890 wurde er an der Universität Leipzig bei Ostwald mit einer Arbeit über Abweichungen vom Van-’t-Hoff’schen Gesetz (das dieser gerade 1885 aufgestellt hatte) promoviert. Danach ging er wieder ans MIT, wo er Instructor wurde und ab 1894 eine volle Professur in theoretischer Chemie hatte. 1903 gründete er dort das Labor für physikalische Chemie, das erste derartige Labor in den USA. 1907 bis 1909 war er Acting President des MIT. 1920 ging er ans Caltech als Leiter des Gates Labors für Chemie. Auf Einladung von George Ellery Hale (der bei ihm am MIT studiert hatte) hatte er schon seit 1913 Beziehungen zum Caltech. Die letzten 15 Jahre seines Lebens waren von Gesundheitsproblemen überschattet – einmal wurde sogar fälschlich sein Tod in der Zeitung gemeldet. Er war nie verheiratet.
1915 erhielt er die Willard Gibbs Medal und 1927 die Davy-Medaille. Er war Mitglied der National Academy of Sciences (1905) und der American Academy of Arts and Sciences (1899). 1923 wurde er zum Ehrenmitglied (Honorary Fellow) der Royal Society of Edinburgh gewählt. Zu seinen Doktoranden gehörte Roscoe G. Dickinson und Charles D. Coryell.
Er befasste sich insbesondere mit elektrolytischen Lösungen, daneben aber auch mit anderen Gebieten der Chemie wie organischer Chemie oder der analytischen Chemie seltener Elemente. Von Bedeutung ist er auch als Lehrer der Chemie in den USA.

## Noyes-Whitney-Gleichung
Mit Willis Rodney Whitney stellte er 1897 die Noyes-Whitney-Gleichung für die Lösungsrate eines festen Stoffs in einer Flüssigkeit auf:
{\displaystyle {\frac {\mathrm {d} W}{\mathrm {d} t}}={\frac {DA(C_{s}-C)}{L}}}
mit:
- {\displaystyle {\frac {\mathrm {d} W}{\mathrm {d} t}}} Lösungsrate
- A Oberfläche des festen Körpers
- C mittlere Konzentration des festen Stoffes im Lösungsmittel
- Cs Konzentration des festen Stoffes in der Diffusionsschicht um den festen Körper
- D Diffusionskoeffizient
- L Dicke der Diffusionsschicht

Sie hat Bedeutung in der Pharmazie.

## Schriften
- A detailed course of qualitative chemical analysis. Boston 1895 (zuerst 1892 als Notes on qualitative analysis).
  - 10. Auflage mit Ernest H. Swift als A course of instruction in the qualitative chemical analysis of inorganic substances. Macmillan 1942.
- mit Samuel Parsons Mulliken: Laboratory experiments on the class reactions and identification of organic substances. 2. Auflage. Chemical Publication Company, Easton, Pennsylvania 1898.
- The general principles of physical science. An introduction to the study of the general principles of chemistry. Holt, New York 1902.
- mit Miles S. Sherrill: A course of instructions in the general principles of chemistry. Thomas Todd, Boston 1914, 1917.
  - 2. Auflage neu geschrieben und veröffentlicht als A course of study in chemical principles. Macmillan 1938.
- Electrical conductivity of aqueous solutions. Carnegie Institution, Washington D.C. 1907.
- mit W. C. Bray: A system of qualitative analysis of the rare elements. 1927.